# Piaskowce szydłowieckie
Piaskowce szydłowieckie – drobnoziarniste i średnioziarniste piaskowce występujące w rejonie Szydłowca.
Są to piaskowce wieku jurajskiego (środkowy lias), barwy białej, czasami z odcieniem żółtawym, drobnoziarniste i średnioziarniste, miejscami ilaste, o spoiwie krzemionkowym. Tworzą warstwy i ławice o miąższości od kilku centymetrów do kilku metrów, z przewarstwieniami mułowców i iłowców. Całkowita miąższość kompleksu dochodzi do 180 m.
Były one eksploatowane w okolicach Szydłowca (Kamieniołomy szydłowieckie), Końskich, Rogowa, Nietulisk, Chmielowa, Kunowa.
Piaskowce szydłowieckie odznaczają się dobrą oddzielnością i blocznością. Od dawna były cenionym materiałem budowlanym do wyrobu okładzin, cokołów, rzeźb oraz kruszywa.